# رافانين
رافانين هو المكون الرئيسي للكبريت الموجود في بذور الفجل ويوجد أيضًا في البروكلي والملفوف الأحمر. وُصِفَ لأول مرة من قبل ج. إيفانوفيكس وس. هورفاث في عام 1947. يثبط رافانين نشاط الفيروسات (على الأرجح فيروس إبشتاين-بار ) وبعض الفطريات والبكتيريا المختلفة بما في ذلك المكورات العنقودية والمكورات العقدية والمكورات الرئوية والإشريكية القولونية (انظر الجدول). يكون التأثير ضد الفيروسات ذات الحمض النووي الريبوزي منقوص الأكسجين أقوى من تأثيره ضهدن الفيروسات ذات الحمض النووي الريبوزي الحمض النووي الريبوزي، وتأثيره ضد البكتيريا إيجابية الغرام الجرام أقوى من البكتيريا سالبة الجرام؛ يُثبَّط هذا التأثير بواسطة المصل ومركبات الكبريت مثل كبريتيد الهيدروجين و حمض الثيوغليكوليك والسيستين والجلوتاثيون. تم التعرف على التأثيرات المضادة للبكتيريا والفطريات والفيروسات من استهلاك الفجل في الطب الصيني التقليدي. ومع ذلك أشار إيفانوفيتش -في ملخص بحثه عام 1947- إلى أنه نظرًا لكون الرافانين شديد السمية لكنه «لا يبشر بعلاج مفيد».
| بكتيريا             | MIC (ملغم / مل) |
| ------------------- | --------------- |
| المكورات العنقودية  | 0.04            |
| الشيغيلة الزحارية   | 0.125           |
| السالمونيلا التيفية | 0.125           |
| الإشريكية القولونية | 0.2             |